# Куріпка суматранська
Курі́пка суматранська (Arborophila orientalis) — вид куроподібних птахів родини фазанових (Phasianidae). Ендемік Індонезії. Індонезійські, яванські і нагірні куріпки раніше вважалися підвидами суматранської куріпки.

## Опис
Довжина птаха становить 28 см. Забарвлення переважно сіре. гузка і хвіст поцятковані темними смужками. Тім'я і потилиця чорні, лоб, щоки і горло білі. Навколо очей плями голої червоної шкіри. Дзьоб чорний, лапи червоні.

## Поширення і екологія
Суматранські куріпки, незважаючи на свою назву, є ендеміками острова Ява. Вони живуть в гірських і рівнинних тропічних лісах на сході острова. Зустрічаються на висоті від 500 до 2000 м над рівнем моря.

## Збереження
МСОП класифікує цей вид як вразливий. За оцінки дослідників, популяція суматранських куріпок становить від 10 до 20 тисяч птахів. Їм загрожує знищення природного середовища та активне полювання.